# Испанцы в Швеции
Испанцы в Швеции (швед. Svenskspanjorer) — граждане и жители Швеции испанского происхождения. Сегодня в Швеции проживает около 7 124 человек, родившихся в Испании, а также 8 266 человек, родившихся в Швеции, по крайней мере, один из родителей которых родился в Испании. По данным Статистического управления Швеции, в 2020 году в Швеции было 12 930 человек, родившихся в Испании.
Некоторые испанские беженцы искали убежища в Швеции во время Гражданской войны в Испании.